# طاق تاژ

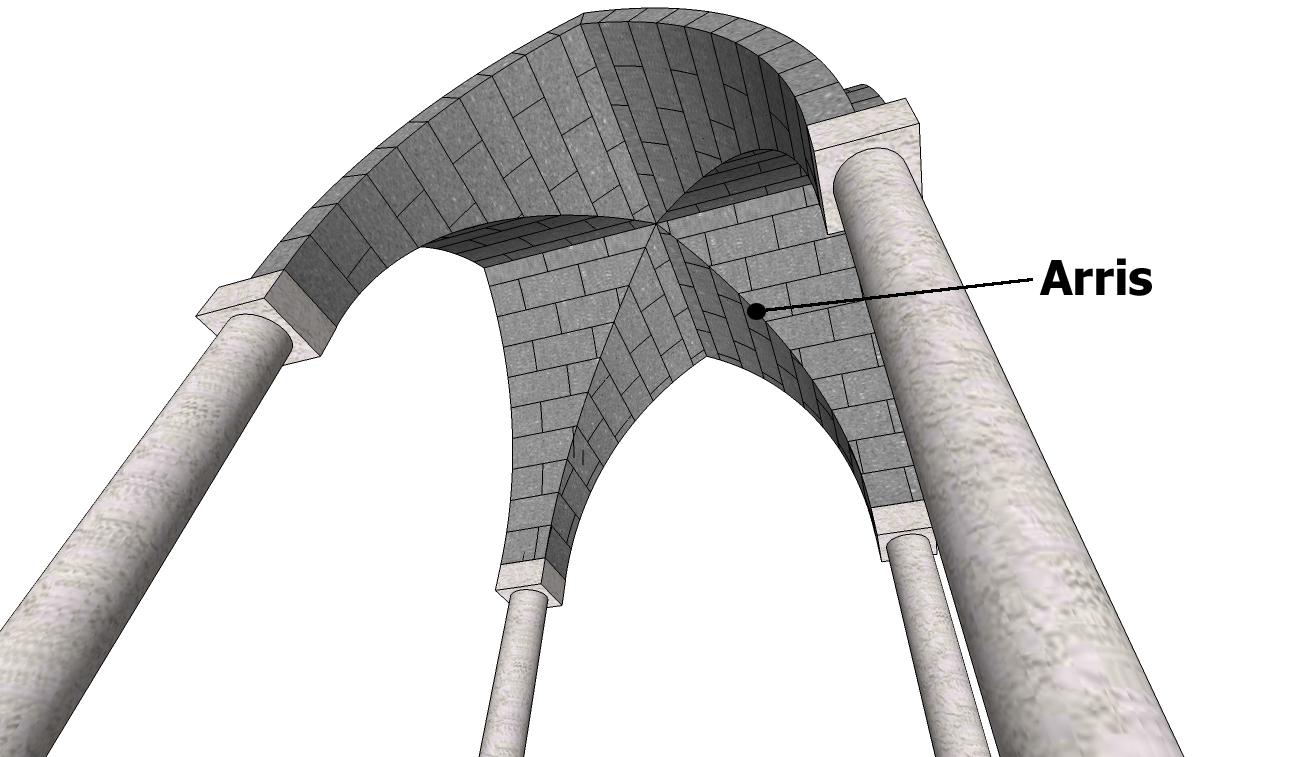
"طاق تاژ" که بر روی چهار ستون به روش تیزه‌دار در مقطع مربع ساخته شده است

طاق تاژ که چهاربخشی یا چارتَرْکی یا چارطاقی هم گفته می‌شود یکی از ساختارهای طاقی در معماری سنتی است. "طاق تاژ" در یک دیسه کلی چلیپایی ست که از تقاطع دو "طاق آهنگ" در یک مقطع چهار گوش مربعی یا مستطیلی پدید آمده است. در بیانی ساده‌تر «طاق تاژ» گویی دو طاق آهنگ است که با زاویه ۹۰ درجه از نقطه وسط به هم دوخته شده‌اند، ازینرو این طاق به جای دو دهانه در "طاق آهنگ"، چهار دهانه را می‌پوشاند.

## پیشینه
این طاق که زیبایی خاص خود را دارد در معماری جهان کاربردهای گسترده‌ای داشته است. در معماری غربی شناخته شده‌ترین نمونه‌های کهن این طاق را در «معماری روم باستان» می‌توان جست. با این توصیف که ساخت «طاق تاژ» در آن دوره با چَفد مازه‌دار همراه بوده است. ادامه کاربرد «طاق تاژ» در معماری غربی در معماری گوتیک سده‌های میانه است که برای نخستین بار پیاده‌سازی آن با چَفد تیزه‌دار پا به عرصه گذاشت. از دگرگونی‌های رخ داده در روش گوتیکی اجرای «طاق تاژ» در کارشیو (پلان) مستطیلی است. چه از آنجا که «طاق تاژ» در روش روم باستان تنها با چفد مازه‌دار ساخته می‌شد، پیاده کردن طاق در مقطع مستطیل نیازمند این بود که دو دهانه ایکه در درازای مقطع مستطیلی قرار می‌گرفتند یا از چفد «نیم دایره» ای به چفد «بیز» تغییر شکل می‌دادند یا در صورت پافشاری به حفظ شکل نیم دایره مرسوم خود از بلندای خود به نسبت بلندای دو دهانه دیگر که در پهنا قرار دارند می‌کاستند. پیداست که هیچ‌یک از این روش‌ها در روم باستان شدنی نبود زیرا نخستین روش نیازمند کاربرد چفدهای با مقاطع بیضی به جای دایره بود که در روم باستان بنا به دلایل مختلف که شاید یکی از آنها سنت کاربرد آجر گوه‌ای برای ساخت چفد بوده است کاربرد چفد بیضی به جای دایره هنوز در انتظار نوآوری تازه‌ای بود که حتی در دوره گوتیک نیز به واقعیت نپیوست. دومین روش نیز به ناهمترازی بلندای چهار دهانه می‌انجامید، اینگونه که دهانه‌های در درازا کوتاهتر و دهانه‌های در پهنا بلندتر می‌شدند و آشکار است که این ساختار سازه را با بغرنج روبرو می‌کرد، بویژه زمانی که نیاز بود اُشکوب روی آن ساخته شود. نوآوری اجرای «طاق تاژ» با چفد تیزه‌دار در دوره گوتیک که جانشین مستقیم دوره رومی ست همانا پاسخ مناسبی بود به محدودیت ساخت آن به سبک مازه‌دار در مقطع مستطیلی. چَفد تیزه‌دار همزمان توانست با حفظ همگونی پهنای هر چهار دهانه تنها با تیزتر کردن دهانه‌های در درازا بلندای چفدهای آن را به بلندای چفدهای در پهنا برساند.
در معماری سنتی ایران «طاق تاژ» با نام پر بسامدتر «چارطاقی» کمابیش در کنار طاق‌های دیگر مانند طاق آهنگ، طاق کُلَنبو و طاق و تویزه به کار گرفته شده است. بیشترین کاربرد «طاق تاژ» در ایران با چفد تیزه‌دار بوده است ازینرو اجرای آن در مقاطع مستطیلی نیز بی هیچ محدودیتی انجام می‌شده است، هرچند مقطع مربع بیشترین مقطع کاربرد آن بوده است. نوآوری ای که در «طاق تاژ» ایرانی می‌بینیم اجرای نه فقط «چاربخشی» که حتی «هشت بخشی» آن است. به این معنا که طاق می‌تواند به جای چهار دهانه دارای هشت دهانه باشد. ساخت «طاق تاژ» در ایران از آنجا که «طاق کلنبو» کاربرد فراوانتر و شاید توان پایداری بیشتری به تجربه داشته است بیشتر متمرکز در سازه هاییست که نیاز به ساخت «اُشکوب» روی آنها بوده است، چه «طاق کُلَنبو» برجستگی گنبدسانی پدیدمی‌آورد که برای تسطیح و در اصطلاح کُنوشکنی به قصد ساخت «اُشکوب» آوار زیادی را بر طاق سربار می‌کند که این دشواری هنگامی که خواسته شود سازه را با پایه‌های سبک اشکوب دار کنند تنها با «طاق تاژ» چاره می‌شود. از نمونه‌های برجسته «طاق تاژ» در ایران می‌توان به مسجد جامع ورامین، آرامگاه شیخ جام، گنبد علویان و زمستان‌نشین مسجد جامع اصفهان نام به میان آورد،

## سازوکار و اجرا

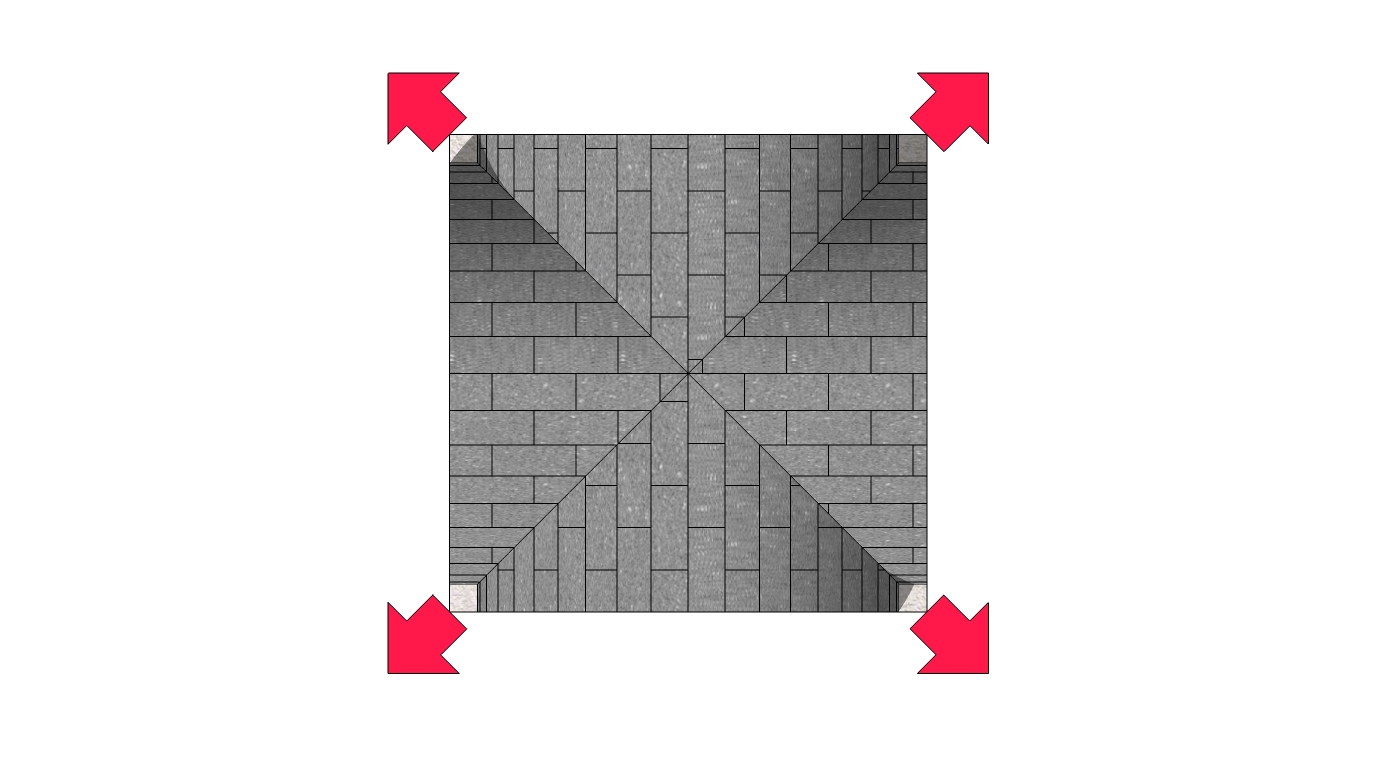
جهت نیروهای رانشی در یک "طاق تاژ "، نیروها در چهارسو تقسیم شده‌اند

«طاق تاژ» از آنجا که دست کم چهار دهانه را می‌پوشاند همانند «طاق کُلنبو» این برتری را دارد که نقاط تکیه‌گاهش بسیار کوچک باشد، ازینرو برخلاف «طاق آهنگ» که به خاطر ساختار گهواره‌ای می‌باید روی دو دیوار باربر تکیه دهد «طاق تاژ» می‌تواند به جای دیوار ستبر جرزدار از ستون برای تکیه‌گاه بهره ببرد. این ویژگی همزمان با حفظ توانایی باربری طاق و پایداری اش، صرفه جویی شایانی در کاربرد ساختمایه‌ها به همراه خواهد آورد. گذشته ازینکه امکان گرفتن روشنایی از همه سو را برای سازه فراهم می‌کند. از برتری‌های «طاق تاژ» بر «طاق کلنبو» اجرای آن در زمینه‌های مستطیل است که این ویژگی برای طاق کلنبو با محدودیت فراوانی همراه است. هرچند هنگامی که قدرت «طاق» اولویت باشد «طاق کلنبو» به تجربه دست پیش دارد. «طاق تاژ» از نگاه بافتار آجری در بیشتر موارد هِره یا «رومی» چیده شده است گو اینکه با سبک آجرچینی پُر نیز اجرا می‌شود که در این صورت در چهاردهانه خود نیاز به تویزه دارد. همچنین از آنجا که نقاط تکیه‌گاه در «طاق تاژ» بسنده به چهار کنج طاق است بنابراین دیوارهایی که بار طاق روی آنها نیست و تنها جنبه «اِسپر» یا «تیغه» پیدا می‌کنند می‌باید بسیار سبک ساخته شوند تا بواسطه نشستی که تکیه‌گاه‌ها دارند دچار شکست نشوند.
اجرای «طاق تاژ» با چفد مازه‌دار نیز در معماری سنتی ایران از موارد کاربرد جوراجور آن بوده است که پوششی که به این شیوه به دست می‌آید با نام گنبد تَرَکی شناخته می‌شود. چنان‌که در اجرای مازه‌ای «طاق تاژ» رفت ساخت مرسوم «گنبد تَرَکی» تنها در مقطع چهار گوش مربع شدنی است و شاید به همین خاطر است که به آن نام «گنبد» گفته می‌شود.